# Novo Brunswick
O Novo Brunswick, Nova Brunswick ou Novo/Nova Brunsvique (em inglês: New Brunswick; em francês: Nouveau-Brunswick) é uma das quatro províncias atlânticas na costa leste do Canadá. De acordo com a Constituição do Canadá, Novo Brunswick é a única província bilíngue do país. Cerca de dois terços da população se declara como anglófona e um terço se declara francófona. Cerca de um terço da população se descreve como bilíngue. De maneira atípica no Canadá, apenas metade da população vive em áreas urbanas, principalmente na Grande Moncton, Grande Saint John e na capital Fredericton.
Ao contrário das outras províncias marítimas, o terreno do Novo Brunswick é predominantemente formado por terras altas e florestadas, com grande parte de sua terra estando distante da costa, o que lhe confere um clima mais rigoroso. Cerca de 83% da área da província é coberta por florestas e dentre as províncias marítimas, Novo Brunswick é a que possui a menor densidade populacional.
Estando relativamente próxima da Europa em relação a outras partes da América do Norte, Novo Brunswick esteve entre os primeiros lugares na América do Norte a serem explorados e colonizados por europeus, começando pelos franceses no início dos anos 1600, que deslocaram os povos indígenas da região, incluindo os Mi'kmaq e tribos de língua algonquina. Os colonos franceses foram depois deslocados quando a área se tornou parte do Império Britânico. Em 1784, após um influxo de refugiados da Guerra Revolucionária Americana, a província foi separada da Nova Escócia. Em 1785, Saint John tornou-se a primeira cidade incorporada no Canadá. Novo Brunswick prosperou no início de 1800 e a população cresceu rapidamente, atingindo cerca de um quarto de milhão em meados daquele século. Em 1867, Novo Brunswick foi uma das quatro províncias fundadoras da Confederação Canadense, juntamente com a Nova Escócia e a Província do Canadá (atual Ontário e Quebec).
Depois da Confederação, a construção naval e a extração de madeira diminuíram, enquanto o protecionismo interrompeu os laços comerciais com a Nova Inglaterra. Em meados do século XX, o Novo Brunswick era uma das regiões mais pobres do Canadá, agora mitigada pelos pagamentos de transferências canadenses e pelo melhor apoio às áreas rurais. A partir de 2002, o Produto Interno Bruto provincial foi composto da seguinte forma: serviços (cerca de metade sendo serviços públicos e administração pública) 43%; construção, fabricação e utilidades 24%; locação de imóveis em 12%; atacado e varejo 11%; agricultura, silvicultura, pesca, caça, mineração, extração de petróleo e gás 5%; transporte e armazenagem 5%.
O turismo responde por cerca de 9% da força de trabalho direta ou indiretamente. Os destinos mais populares incluem o Parque Nacional Fundy e as Rochas Hopewell, o Parque Nacional Kouchibouguac e o Parque Internacional Roosevelt Campobello. Em 2013, 64 navios de cruzeiro atracaram no Porto de Saint John, transportando em média 2 600 passageiros cada.

## Etimologia
O nome da província foi dado em honra ao Ducado de Brunswick-Lüneburg, que foi o lar dos ancestrais do rei George III.

## História

### História antiga
Os povos indígenas estão na área desde cerca de 7000 a.C. Na época do contato europeu, os habitantes da região eram os Mi'kmaq, os Maliseet e os Passamaquoddy. Embora essas tribos não tenham deixado um registro escrito, sua linguagem está presente em muitos nomes de lugares, como Aroostook, Bouctouche, Petitcodiac, Quispamsis e Shediac.
Novo Brunswick pode ter sido parte da Vinlândia durante a exploração nórdica da América do Norte, e pescadores bascos, bretões e normandos podem ter visitado a Baía de Fundy no início dos anos 1500.

### Assentamentos europeus

#### Colônia francesa
As primeiras visitas europeias documentadas foram feitas por Jacques Cartier em 1534. Em 1604, um grupo que incluía Samuel de Champlain visitou a foz do rio Saint John no dia homônimo de São João Batista. Agora Saint John, este foi mais tarde o local do primeiro assentamento europeu permanente no Novo Brunswick. O povoamento francês na região acabou por se estender do rio até o local do atual município de Fredericton. Outros assentamentos no sudeste estendiam-se de Beaubassin, perto da atual fronteira com a Nova Escócia, até Baie Verte e os rios Petitcodiac, Memramcook e Shepody.

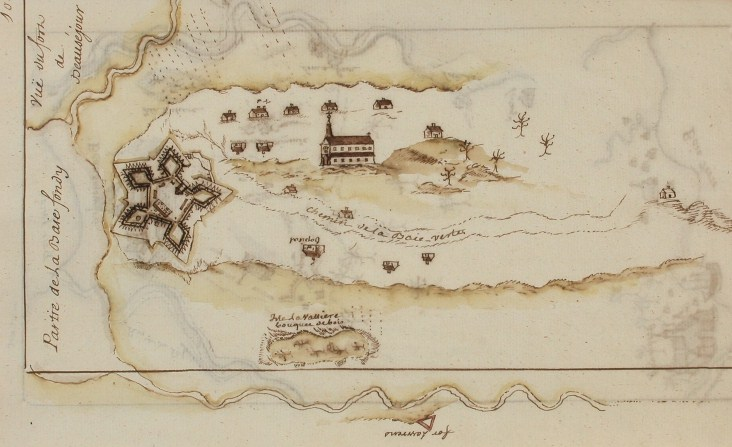
Fort Beauséjour no Istmo de Chignecto. Os franceses construíram o forte em 1751 em um esforço para limitar a expansão britânica na Acádia continental.

No início dos anos 1700, os assentamentos franceses formaram uma parte da Acadia, uma divisão colonial da Nova França. A Acádia cobriu as áreas do que hoje são as províncias marítimas e partes do Quebec e do estado americano do Maine. A conquista britânica da maior parte da península Acadiana ocorreu durante a Guerra da Rainha Ana e foi formalizada no Tratado de Utrecht de 1713. Após a guerra, a Acádia Francesa foi reduzida a Île Saint-Jean (atual Ilha do Príncipe Eduardo) e Île-Royale (Ilha de Cape Breton). A posse da Acádia continental, ou seja, do Novo Brunswick, permaneceu disputada, com uma fronteira informal no istmo de Chignecto. Em um esforço para limitar a expansão britânica na Acádia continental, os franceses construíram o Forte Beauséjour no istmo em 1751.
De 1749 a 1755, os britânicos iniciaram uma campanha para consolidar seu controle sobre a Nova Escócia. O conflito resultante levou a um êxodo dos acadianos para territórios controlados pela França na América do Norte, incluindo porções da Acádia continental. Em 1755, os britânicos capturaram o Forte Beauséjour, cortando as linhas de suprimentos acadianos para Nova Escócia e Île-Royale. Incapaz de fazer a maioria dos acadianos assinar um juramento incondicional de fidelidade, as autoridades britânicas empreenderam uma campanha para expulsar os acadianos nos primeiros períodos da Guerra dos Sete Anos.

#### Colônia inglesa
A Acadia Continental acabou por ser incorporada à colônia britânica da Nova Escócia, com quase toda a Nova França sendo entregue aos britânicos com o Tratado de Paris em 1763. Os acadianos que retornaram do exílio descobriram vários milhares de imigrantes, a maioria da Nova Inglaterra, em sua antiga terras. Alguns se estabeleceram em torno de Memramcook e ao longo do rio Saint John. Em 1766, colonos da Pensilvânia fundaram a Moncton e colonos ingleses de Yorkshire chegaram à região de Sackville. No entanto, o povoamento da área permaneceu lento em meados do século XVIII.

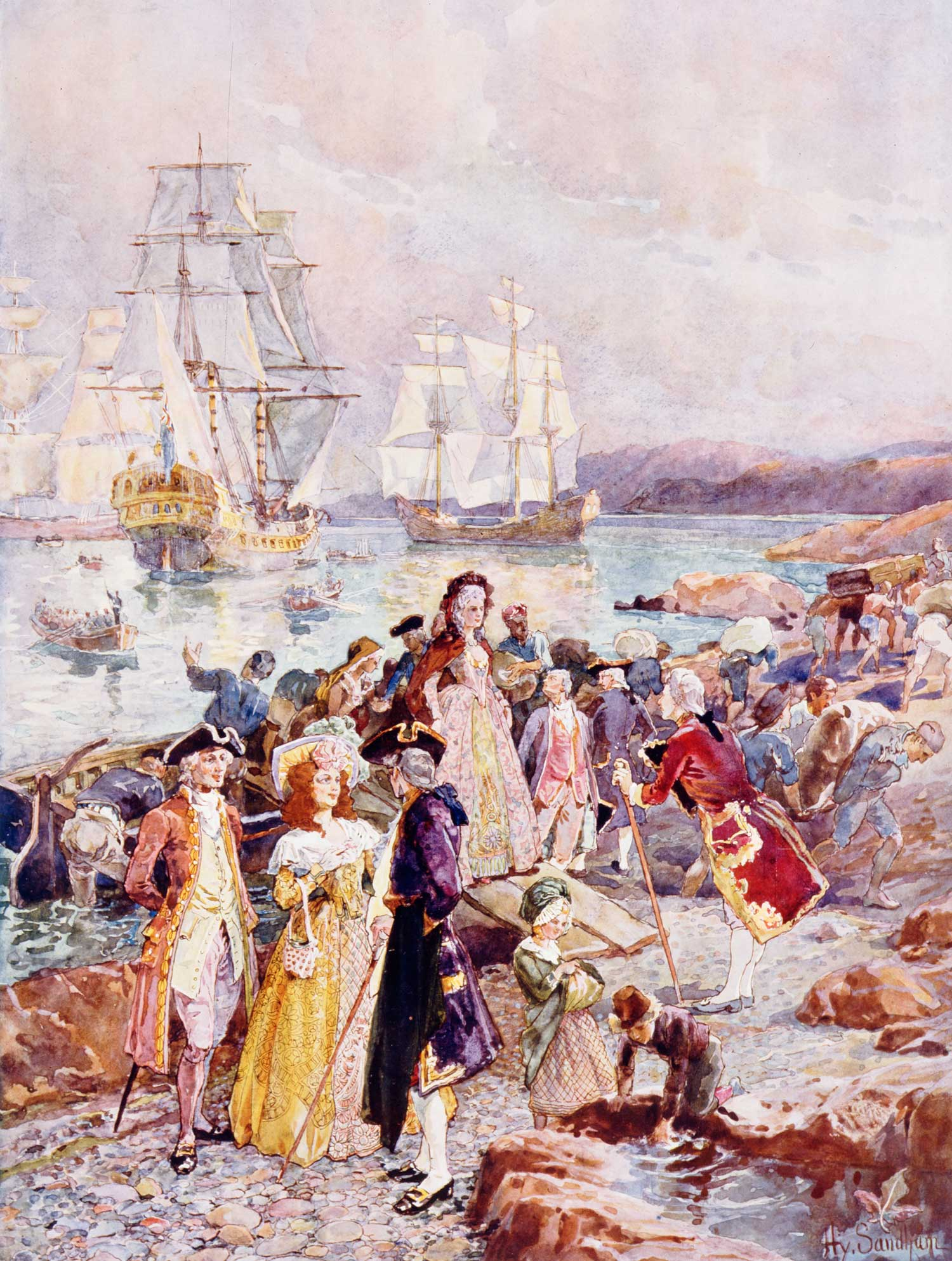
Uma representação romantizada da chegada dos lealistas ao Novo Brunswick.

Após a Revolução Americana, cerca de 10 mil refugiados lealistas se estabeleceram ao longo da costa norte da Baía de Fundy, comemorado no lema da província: "Spem reduxit" (que significa "esperança restaurada"). O número chegou a quase 14 000 em 1784, com cerca de um em cada dez retornando para os Estados Unidos. No mesmo ano, o Novo Brunswick foi separada da Nova Escócia e naquele ano teve sua primeira assembleia eleita. A colônia foi nomeada como Novi Brunswick em homenagem a Jorge III, rei da Grã-Bretanha, rei da Irlanda, e príncipe eleitor de Brunswick-Lüneburg, no que hoje é a Alemanha. Em 1785, Saint John tornou-se a primeira cidade incorporada do Canadá. A população da colônia alcançou 26 000 em 1806 e 35 000 em 1812.
Os anos 1800 viram uma era de prosperidade baseada na exportação de madeira e na construção naval, reforçada pelo Tratado de Reciprocidade Canadense–Americano de 1854 e pela demanda da Guerra Civil Americana. St. Martins tornou-se a terceira maior cidade em construção naval e a mais produtiva entre aquelas das províncias marítimas, produzindo mais de 500 embarcações. Em 1848, o governo de origem responsável foi concedido e a década de 1850 viu o surgimento de partidos políticos amplamente organizados segundo linhas religiosas e étnicas. A primeira metade do século XIX assistiu à imigração em larga escala da Irlanda e da Escócia, com a população chegando a 252 047 em 1861.
A noção de unificar as colônias separadas da América do Norte Britânica foi discutida cada vez mais na década de 1860. Muitos sentiram que a Guerra Civil Americana era o resultado de um governo central fraco e era desejavam evitar tal violência e caos. A Conferência de Charlottetown de 1864 tinha a intenção de discutir uma União Marítima, mas preocupações sobre uma possível conquista pelos americanos, juntamente com uma crença de que a Inglaterra não estava disposta a defender suas colônias contra o ataque americano, levou a um pedido da Província do Canadá (atual Ontário e Quebec) para ampliar o escopo da reunião. Em 1866, os Estados Unidos cancelaram o Tratado de Reciprocidade Canadense–Americano, levando à perda de comércio com a Nova Inglaterra e provocando o desejo de construir o comércio dentro da América do Norte Britânica, enquanto os ataques de Fenian aumentaram o apoio aos sindicatos. Em 1º de julho de 1867, Novo Brunswick ingressou na Confederação Canadense juntamente com a Nova Escócia e a Província do Canadá.

### História moderna

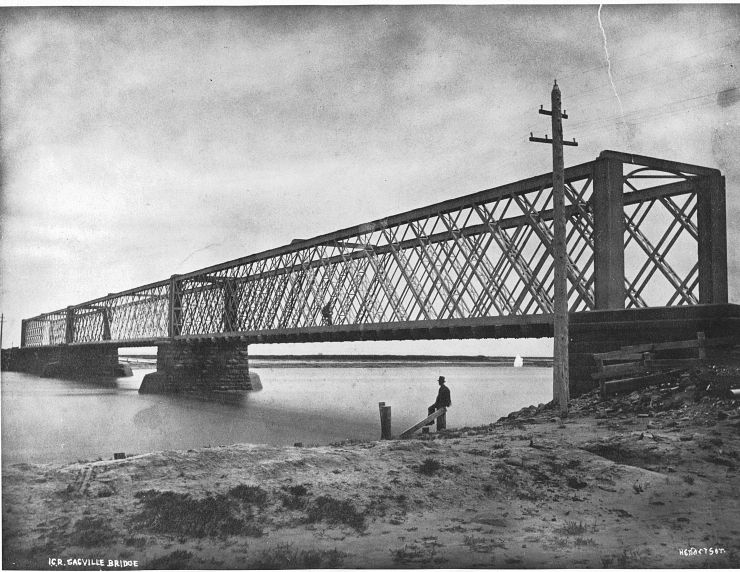
A ponte da Ferrovia Intercolonial, 1875. A ferrovia foi criada como resultado da Confederação.

A Confederação trouxe à existência a Ferrovia Intercolonial em 1872, uma consolidação da atual Ferrovia da Nova Escócia, da Ferrovia Europeia e Norte Americana e da Ferrovia Grand Trunk. Em 1879, os conservadores de John A. Macdonald promulgaram a Política Nacional que exigia altas tarifas e se opunham ao livre comércio, interrompendo as relações comerciais entre as províncias marítimas e a Nova Inglaterra. A situação econômica foi agravada pelo declínio da indústria de construção naval e de madeira. As ferrovias e as tarifas favoreceram o crescimento de novas indústrias na província, como a manufatura têxtil, as usinas de ferro e as refinarias de açúcar, muitas das quais acabaram não conseguindo competir com uma indústria melhor capitalizada no centro do Canadá.
Em 1937, Novo Brunswick teve as maiores taxas de mortalidade infantil e analfabetismo no Canadá. No final da Grande Depressão, o padrão de vida do Novo Brunswick estava muito abaixo da média canadense. Em 1940, a Comissão Rowell-Sirois informou que as tentativas do governo federal de administrar a depressão mostravam graves falhas na constituição canadense. Enquanto o governo federal tinha a maioria dos poderes de coleta de receita, as províncias tinham muitas responsabilidades de gastos como saúde, educação e bem-estar, que estavam se tornando cada vez mais caras. A Comissão recomendou a criação de pagamentos de equalização, implementados em 1957.
Os acadianos do norte do Novo Brunswick haviam sido geograficamente e linguisticamente isolados dos mais numerosos falantes de inglês no sul. A população de origem francesa cresceu dramaticamente após a Confederação, de cerca de 16% em 1871 para 34% em 1931. Os serviços governamentais geralmente não estavam disponíveis em francês, e a infraestrutura nas áreas francófonas era menos desenvolvida do que em outros lugares. Em 1960, o primeiro-ministro Louis Robichaud iniciou o programa New Brunswick Equal Opportunity, no qual a educação, a manutenção de estradas rurais e a saúde caíram sob a jurisdição exclusiva de um governo provincial que insistia em cobertura igual em toda a província, em vez do antigo sistema baseado no condados. Desde então, o padrão de vida na província aumentou muito, até se aproximar da média canadense na época.
A bandeira do Novo Brunswick, baseada no brasão de armas, foi adotada em 1965. As representações heráldicas convencionais de um leão e de um navio representam laços coloniais com a Europa e a importância do transporte marítimo na época em que o brasão foi designado.

## Geografia
Com um formato aproximadamente quadrado, Novo Brunswick é limitado a norte pelo Quebec, a leste pelo Oceano Atlântico, a sul pela Baía de Fundy e a oeste pelo estado norte-americano do Maine. O canto sudeste da província está ligado à Nova Escócia, no istmo de Chignecto.
A glaciação formou grande parte dos planaltos de Novo Brunswick com solos pouco profundos e ácidos que desencorajaram a colonização, mas abrigam enormes florestas.

### Geologia

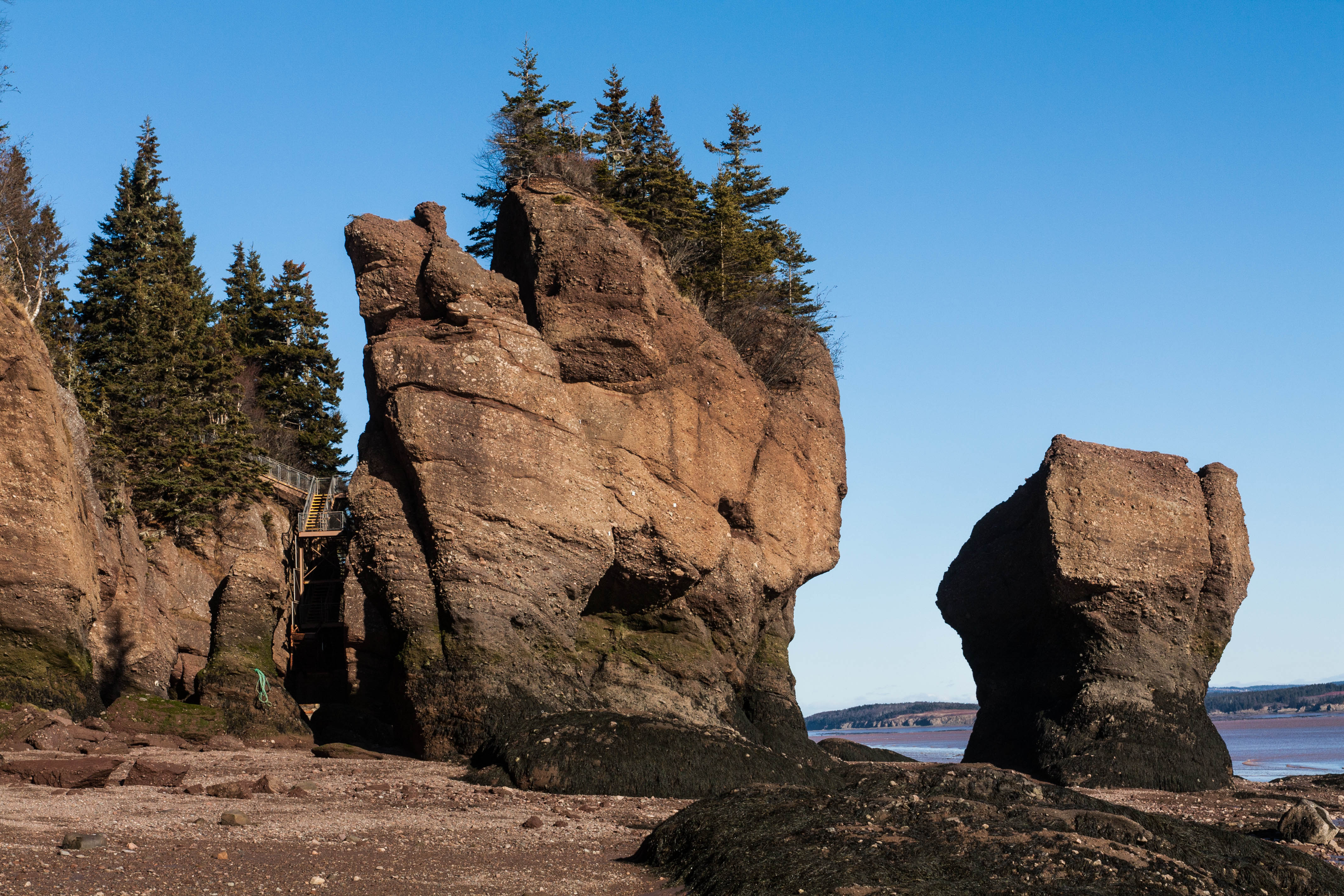
As Rochas de Hopewell são formações rochosas localizadas na parte superior da Baía de Fundy.

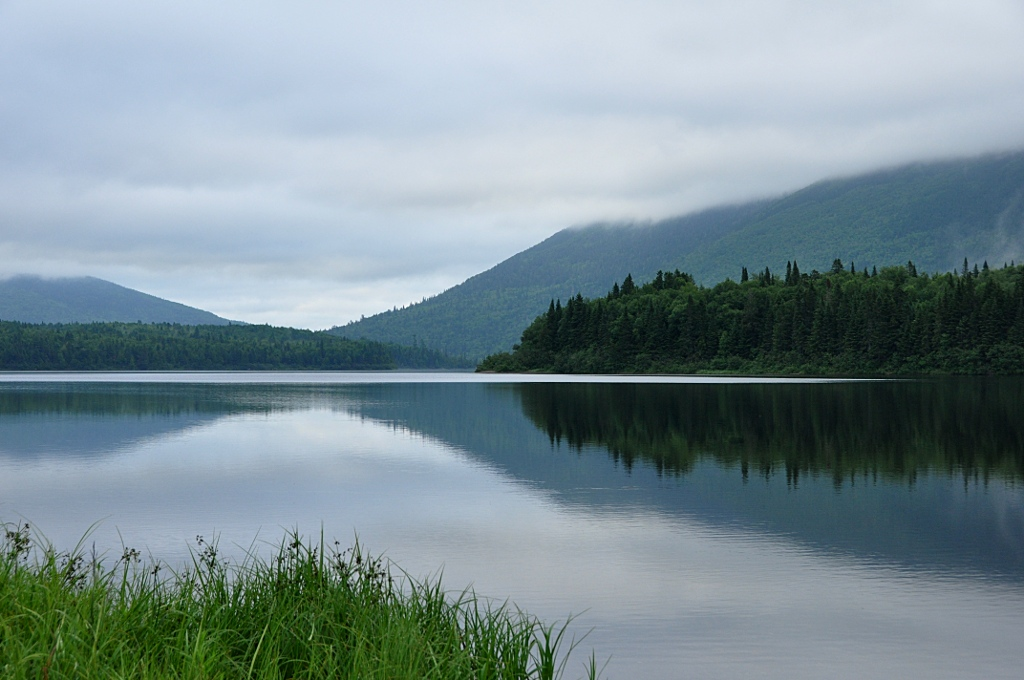
Apalaches do Parque Provincial Mount Carleton.

Os tipos de leito rochoso variam de 1 a 200 milhões de anos. Grande parte do leito de rocha no oeste e no norte deriva de depósitos oceânicos no Ordoviciano, que foram então sujeitos a intrusão dobrável e ígnea, e foram eventualmente cobertos com lava durante o Paleozoico, atingindo o pico durante a orogenia Acadiana.
Durante a era do Carbonífero, há cerca de 340 milhões de anos, Novo Brunswick localizava-se na Bacia Marítima, uma bacia sedimentar próxima ao equador. Os sedimentos, trazidos pelos rios das terras altas circundantes, se acumularam lá e depois de serem comprimidos, produziram os folhelhos de xisto betuminoso do sul de Novo Brunswick. Eventualmente, a água do mar do Oceano Pantalássico invadiu a bacia, formando o Mar de Windsor. Uma vez que isso recuou, conglomerados de arenito e folhelhos se acumularam. A cor da ferrugem destes foi causada pela oxidação do ferro nos canteiros entre os períodos úmido e seco. Essas rochas carboníferas tardias formaram as Rochas Hopewell, que foram moldadas pela extensão extrema das marés da Baía de Fundy.
No início do Triássico, quando a Pangeia se afastou para o norte, separou-se, formando o vale que é a Baía de Fundy. O magma subiu pelas frestas, formando colunas de basalto na ilha de Grand Manan.

### Topografia
O Novo Brunswick fica inteiramente dentro da cordilheira dos Apalaches. Todos os rios do Novo Brunswick drenam para o Golfo de São Lourenço, a leste, ou a Baía de Fundy, ao sul. Essas bacias hidrográficas incluem terras em Quebec e Maine.
Novo Brunswick e o resto da Península Marítima foram cobertos por grossas camadas de gelo durante o último período glacial (a Glaciação do Wisconsin). Cortou vales em forma de "U" nos vales do rio Saint John e Nefisiguit e empurrou pedras de granito das terras altas de Miramichi para o sul e leste, deixando-as como erráticas quando o gelo recuou no final da glaciação de Wisconsin, junto com depósitos como os eskers entre Woodstock e St George, hoje fontes de areia e cascalho.

### Clima

Tipos climáticos do Novo Brunswick segundo Köppen-Geiger.

O clima de Novo Brunswick é mais severo do que o das outras províncias marítimas, que são mais baixas e têm mais margens ao longo do mar moderado. Novo Brunswick tem, na maior parte de seu território, um clima continental úmido de verão fresco (tipo Dfb, segundo a classificação climática de Köppen), com invernos levemente mais amenos na costa do Golfo de São Lourenço. Partes elevadas do extremo norte da província têm um clima subártico (Dfc).
A evidência da mudança climática no Novo Brunswick inclui: eventos de precipitação mais intensos, degelos mais frequentes no inverno de um quarto a metade da quantidade de neve acumulada. Hoje, o nível do mar está cerca de 30 cm mais alto do que há 100 anos e espera-se que aumente novamente para o dobro em 2100.

### Flora e fauna

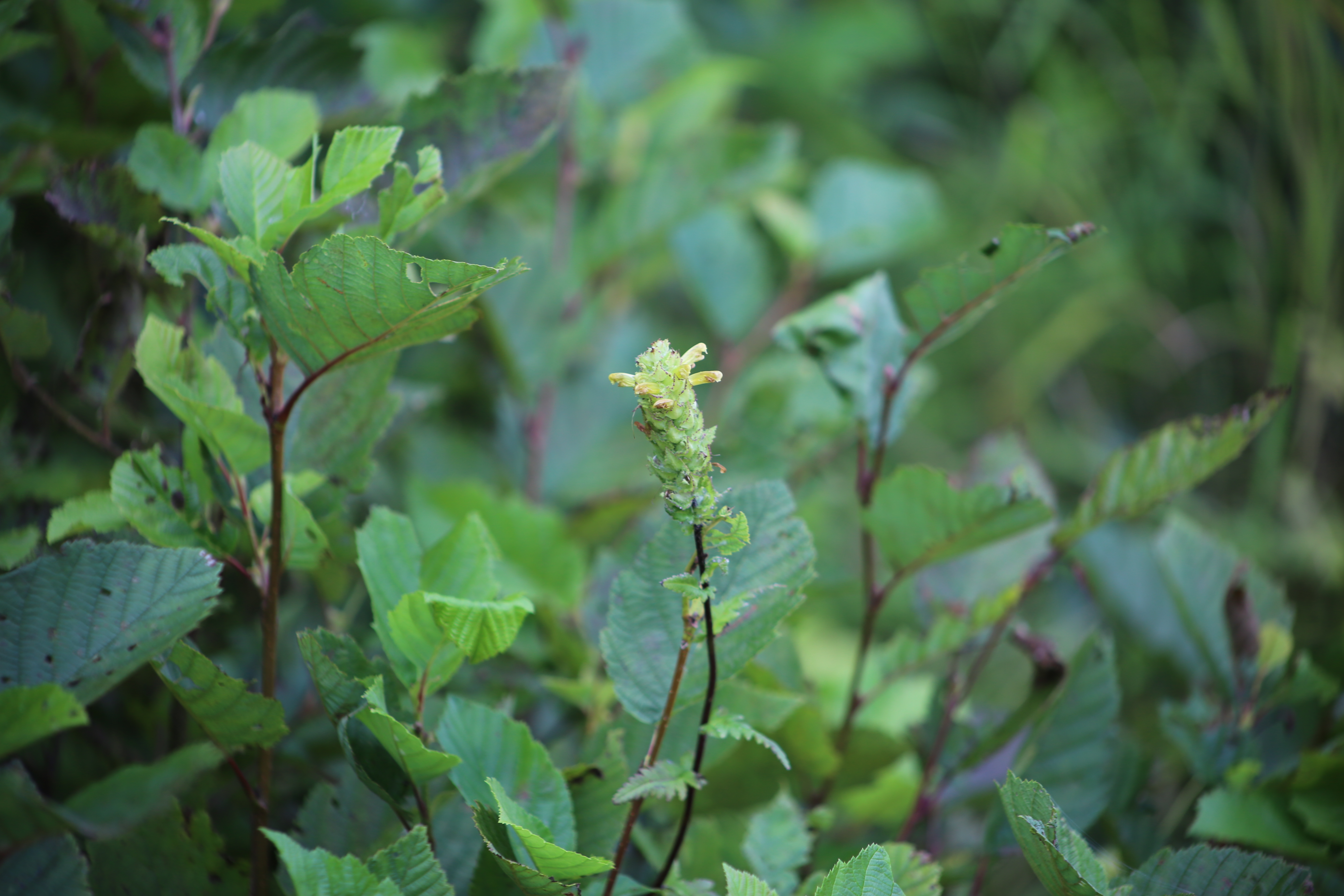
A Furbish's lousewort é uma erva endêmica nas margens do alto rio Saint John.

A maioria parte de Novo Brunswick é florestada com floresta secundária ou floresta terciária. No início da colonização europeia, as províncias marítimas eram cobertas de costa a costa por uma floresta de árvores maduras, gigantes pelos padrões de hoje. Hoje, menos de 1% da floresta original da Acádia antiga ainda permanece, e o Fundo Mundial para a Natureza lista a Floresta Acadiana como ameaçada de extinção. Seguindo os frequentes distúrbios em larga escala causados pela colonização e extração de madeira, a floresta acadiana não está voltando a crescer como estava, mas está sujeita à borealização. Isto significa que as espécies resistentes à exposição e que estão bem adaptadas aos frequentes distúrbios de grande escala comuns na floresta boreal são cada vez mais abundantes. Estes incluem o pinheiro, abeto, abeto-preto, bétula-branca e o choupo. Os ecossistemas florestais sustentam grandes carnívoros, como o lince, o lince-canadense e o urso-negro, e grandes herbívoros como alces e veados-de-cauda-branca.
Verduras de Fiddlehead são colhidas da samambaia que cresce nas margens dos rios. A erva perene Furbish's lousewort, uma erva perene endêmica nas margens do alto rio Saint John, é uma espécie ameaçada de extinção, ameaçada pela destruição de habitats, desenvolvimento ribeirinho, silvicultura, lixo e uso recreativo da margem do rio. Muitas zonas úmidas estão a ser afetadas pela invasão de espécies altamente invasivas.

## Demografia
De acordo com uma estimativa de 2019, a população do Novo Brunswick é de 773 020 habitantes, o que a torna a oitava província mais populosa do Canadá e a segunda populosa entre as províncias marítimas, atrás da Nova Escócia. Dentre as províncias marítimas, Novo Brunswick é a menos densamente povoada, com apenas 10,46 habitantes por quilômetro quadrado. De acordo com o censo canadense de 2016, cerca de 71,8 mil pessoas residem em Moncton, maior cidade da província, 67,5 mil vivem em Saint John e 58,2 mil vivem na capital Fredericton, que é a terceira maior cidade da província de Novo Brunswick.

### Condados
Antes do Novo Brunswick ser removido da Nova Escócia, a província consistia nos condados de Cumberland e Sunbury. Os condados estavam no topo de um sistema de governo local de três camadas. Abaixo de cada condado estavam as paróquias (municípios). Algumas, mas não todas, as paróquias eram então subdivididas em municípios. A exceção a isso foi o município de Saint John, que não estava em uma paróquia, mas era uma subdivisão do condado de Saint John.
Com o programa New Brunswick Equal Opportunity em 1966, os conselhos municipais foram abolidos. Os condados continuam a ser utilizados como uma unidade organizacional, juntamente com paróquias, para registro de imóveis e, em certa medida, tributação dos mesmos. Eles figuram proeminentemente no senso de lugar dos residentes e continuam sendo tópicos importantes na cultural da província (ou seja, a maioria dos cidadãos sempre sabe em qual condado eles estão). Eles ainda aparecem na maioria dos mapas.
Abaixo uma tabela com os 10 maiores condados do Novo Brunswick por população de acordo com o censo de 2016.
| Posição | Condado        | População | Área em km2 | Densidade populacional |
| ------- | -------------- | --------- | ----------- | ---------------------- |
| 1       | Westmorland    | 149 623   | 3 666,15    | 40,8                   |
| 2       | York           | 99 411    | 8 131,77    | 12,2                   |
| 3       | Gloucester     | 78 444    | 4 743,67    | 16,5                   |
| 4       | Saint John     | 74 020    | 1 463,7     | 50,6                   |
| 5       | Kings          | 68 941    | 3 484,22    | 19,8                   |
| 6       | Northumberland | 44 952    | 12 868,78   | 3,5                    |
| 7       | Madawaska      | 32 741    | 3 461,89    | 9,5                    |
| 8       | Restigouche    | 30 955    | 8580        | 3,6                    |
| 9       | Kent           | 30 475    | 4 552,92    | 6,7                    |
| 10      | Albert         | 29 158    | 1 807,88    | 16,1                   |

### Municípios

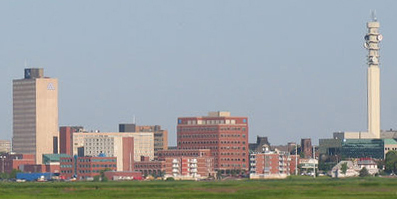
Vista de Moncton

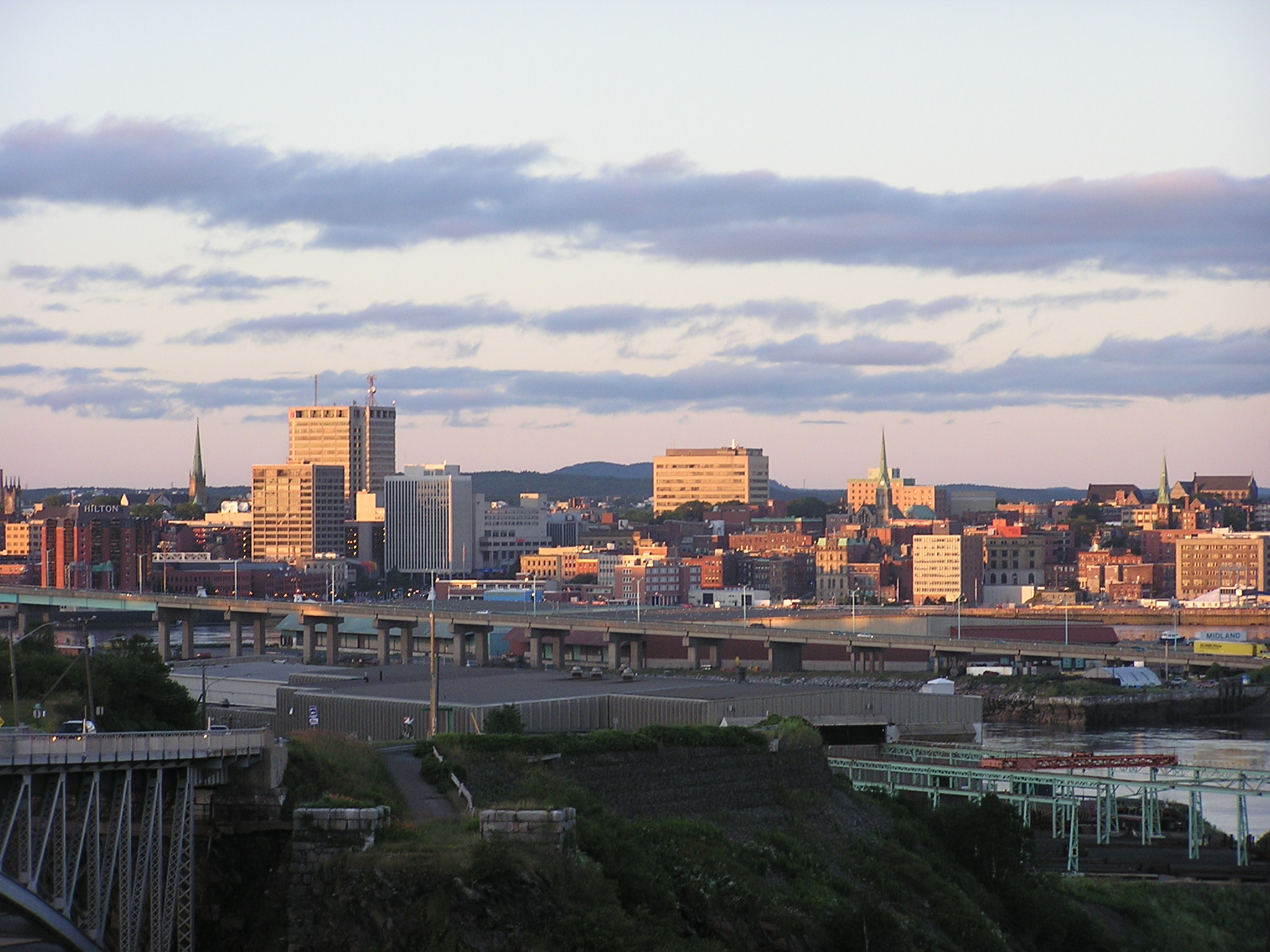
Vista de Saint John.

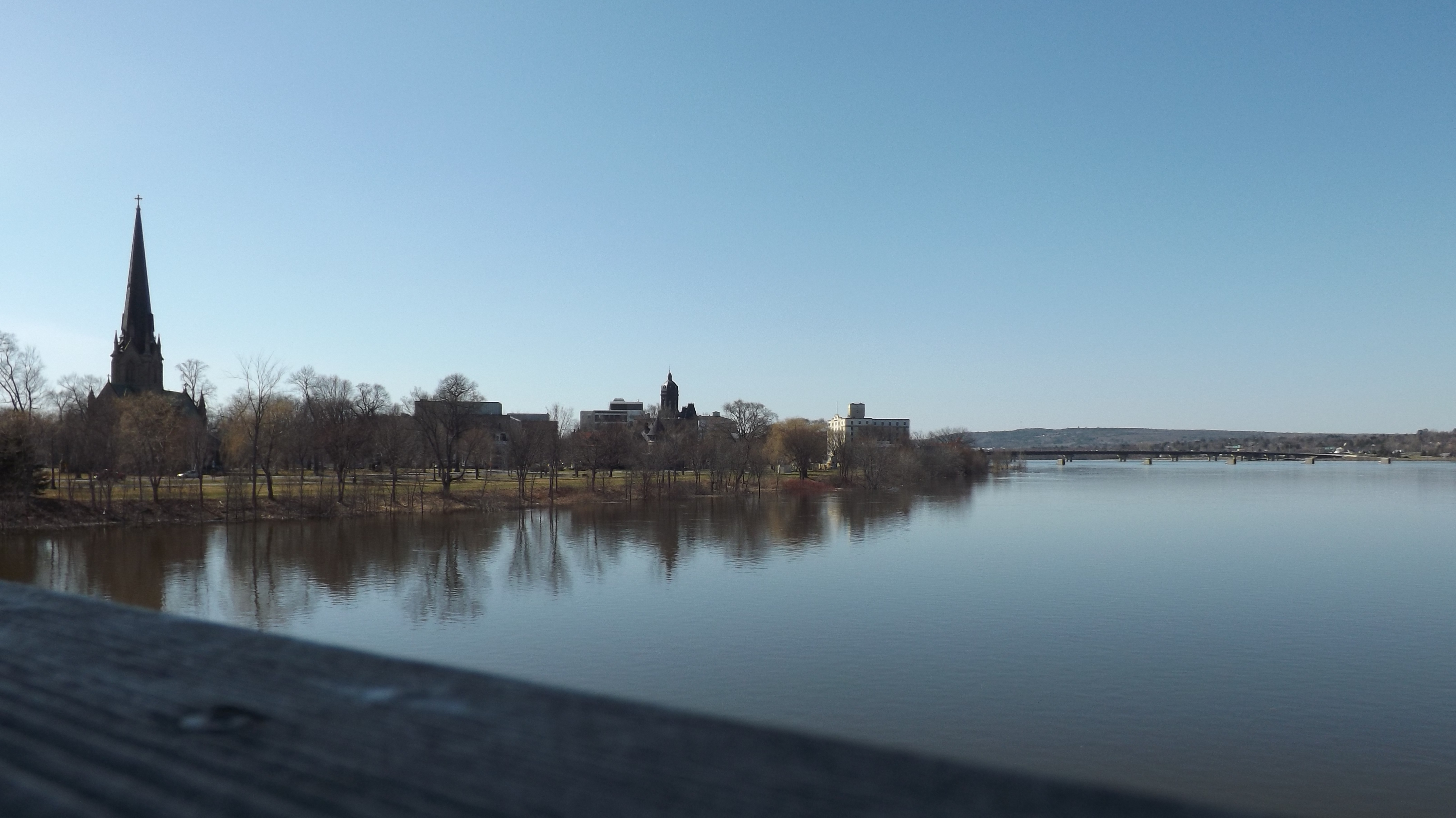
Fredericton.

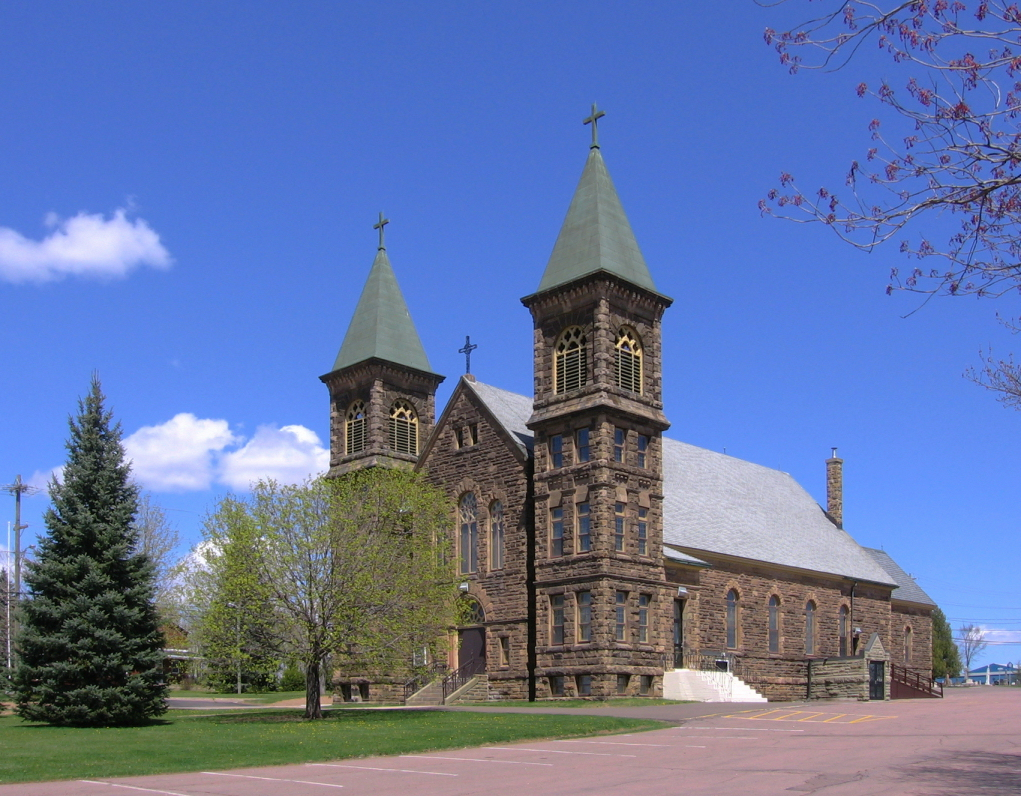
Igreja Saint Anselme em Dieppe.

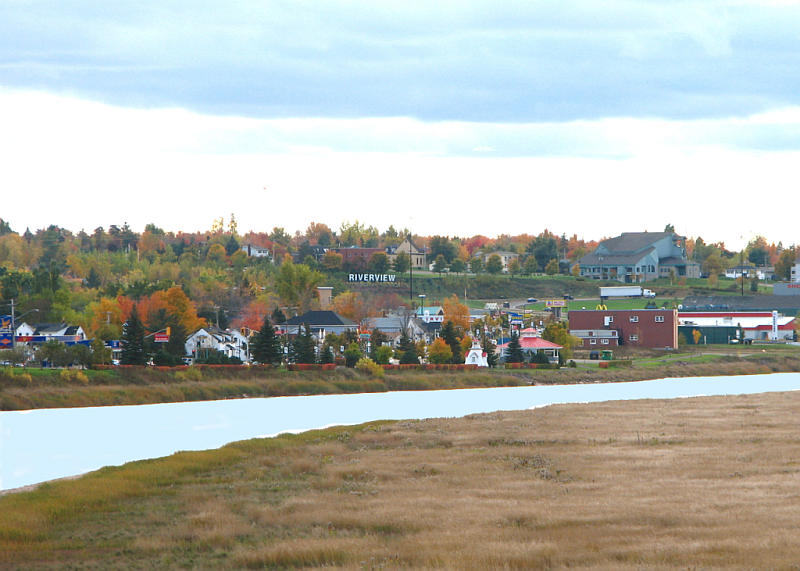
Vista de Riverview.

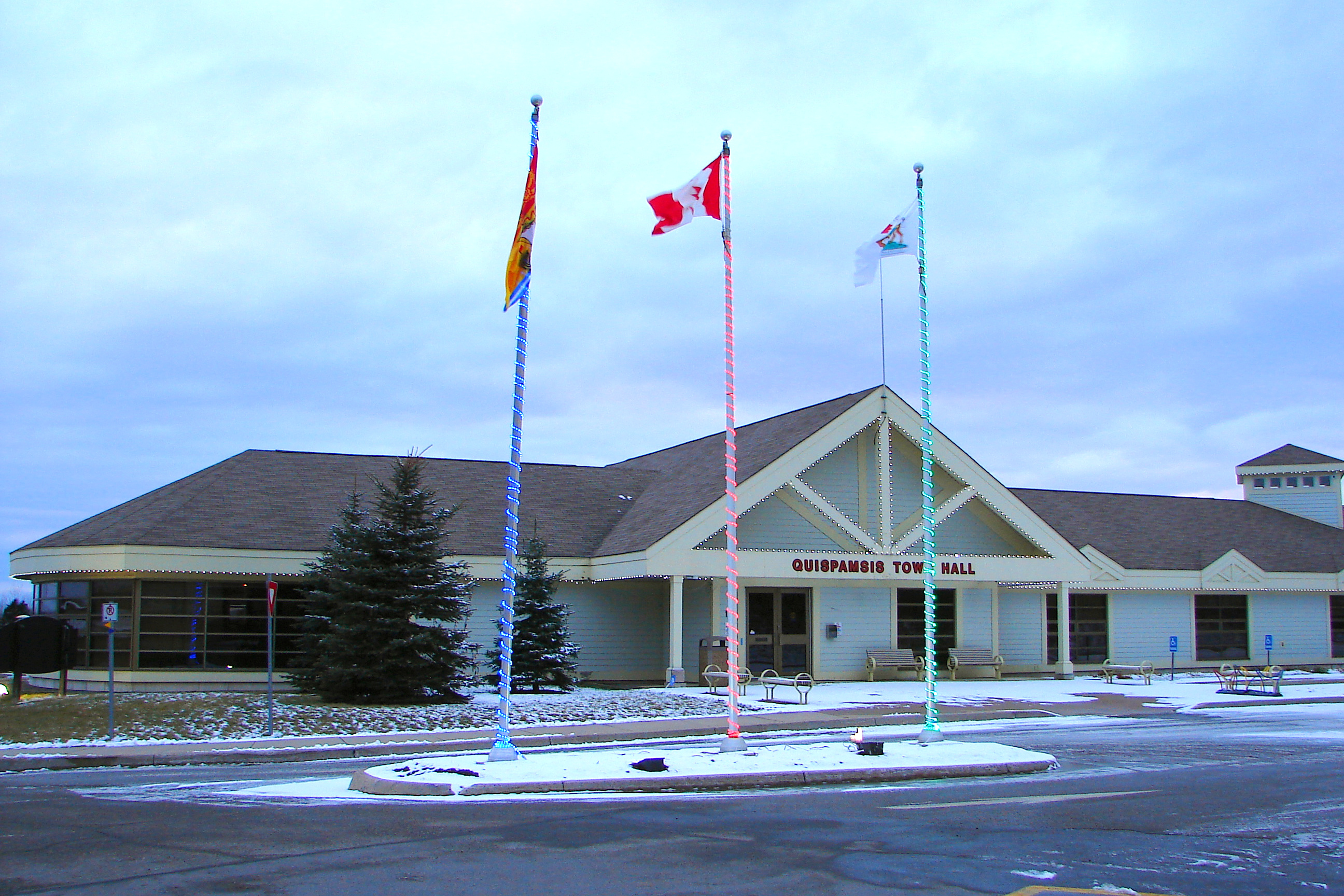
Prefeitura de Quispamsis.

Municípios no Novo Brunswick podem incorporar-se sob a Lei de Municípios de 1973 como uma cidade, town, vila, município regional ou comunidade rural. Os governos municipais são liderados por conselhos eleitos e são responsáveis pela prestação de serviços, como administração cívica, planejamento do uso da terra, medidas de emergência, policiamento, estradas e coleta de lixo. Novo Brunswick tem 8 cidades, 26 towns, 61 vilas, 1 município regional e 8 comunidades rurais. Embora as comunidades rurais estejam sob a Lei dos Municípios, o governo provincial as distingue dos municípios.
Em 1785, Saint John tornou-se a primeira comunidade no que acabaria por se tornar o Canadá. Moncton é o maior município de Novo Brunswick por população, com 71 889 habitantes e Saint John é o maior município urbano por área terrestre, com 315,96 quilômetros quadrados. Aproximadamente um terço dos moradores de Novo Brunswick não mora em municípios, mas reside em distritos de serviços locais, que são comunidades não incorporadas administradas pelo Ministro do Meio Ambiente e Governo Local e não têm governo local próprio.

#### Cidades
O tenente-governador no conselho pode incorporar uma cidade como uma cidade sob a Lei Municipal se tiver uma população de pelo menos 10 000. As cidades que já existiam em 1º de janeiro de 1967 continuam a ser incorporadas independentemente da população. Novo Brunswick tinha oito cidades que tinham uma população cumulativa de 275 965 pessoas no censo de 2016. Moncton é a maior cidade de Novo Brunswick por população com 71.889 habitantes e Saint John é a maior por área terrestre, com 315,96 quilômetros quadrados respectivamente. Campbellton é a menor cidade do Novo Brunswick por população e área territorial, com 6 883 habitantes e 18,58 quilômetros quadrados.

#### Towns
O tenente-governador no conselho pode incorporar uma cidade como uma town sob a Lei Municipal se tiver uma população de 1 500 ou mais, e fornecer um nível de serviços que o Ministro do Meio Ambiente e Governo Local considere apropriado. As towns já existentes em 1 de janeiro de 1967 continuam a ser incorporadas independentemente da população. Novo Brunswick tinha 26 towns que tinham uma população cumulativa de 128 746 pessoas no censo de 2016. A maior town de Novo Brunswick por população é Riverview com 19 667 residentes e a maior por área é Sackville com uma área de 74,17 quilômetros quadrados. A menor town de Novo Brunswick por população é Nackawic com 941 habitantes e a menor por área terrestre é Saint-Quentin a 4.24 quilômetros quadrados.

#### Vilas
As 61 vilas do Novo Brunswick tinham uma população cumulativa de 70 813 habitantes no censo de 2016. A maior vila do Novo Brunswick por população é Memramcook com 4 778 residentes e a maior vila por área é Belledune com uma área de terra de 189,47 quilômetros quadrados. A menor vila do Novo Brunswick por população é Meductic com 173 residentes e a menor por área terrestre é Bath a 2,00 quilômetros quadrados.

#### Municípios regionais
O primeiro e único município regional do Novo Brunswick foi incorporado em 12 de maio de 2014. O Município Regional de Tracadie foi formado por meio da fusão da antiga cidade de Tracadie-Sheila, dezoito distritos de serviços locais e partes de dois outros distritos de serviços locais. Os municípios regionais devem ter uma população superior a 15 000 e um agrupamento comunitário que inclua pelo menos um município. Os municípios regionais elegem um conselho local, mas são responsáveis apenas pela administração da comunidade, planejamento e serviços de medidas de emergência, e todos os serviços anteriormente prestados por qualquer antigo município que agora faz parte do município regional. A Província do Novo Brunswick é responsável pela proteção policial e pelos serviços rodoviários, a menos que o município regional opte por assumir essas responsabilidades.

#### Comunidades rurais
O Novo Brunswick tem oito comunidades rurais, um aumento de quatro a partir do censo de 2011 após as incorporações de Kedgwick em 2012, Cocagne e Hanwell em 2014 e Haut-Madawaska em 2017. Essas oito comunidades rurais tinham uma população cumulativa de 23 265 no censo de 2016. As maiores e menores comunidades rurais do Novo Brunswick são Beaubassin East e Saint-André, com populações de 6 376 e 772, respectivamente. As comunidades rurais elegem os conselhos locais e são responsáveis pela prestação de alguns serviços locais, incluindo serviços administrativos, planejamento comunitário e medidas de emergência. A província do Novo Brunswick garante a prestação de outros serviços, incluindo coleta de lixo sólido e serviços de recreação, a menos que a comunidade rural opte por assumir essas responsabilidades. As comunidades rurais que incluem uma antiga vila ou cidade são uma exceção, pois são responsáveis por fornecer todos os serviços que antes eram fornecidos pelo seu antigo município.
| Ordem | Município   | Tipo               | População | Área   |
| ----- | ----------- | ------------------ | --------- | ------ |
| 1     | Moncton     | Cidade             | 71 889    | 141,92 |
| 2     | Saint John  | Cidade             | 67 575    | 315,96 |
| 3     | Fredericton | Cidade             | 58 270    | 132,57 |
| 4     | Dieppe      | Cidade             | 25 384    | 54,05  |
| 5     | Riverview   | Town               | 19 667    | 35,45  |
| 6     | Quispamsis  | Town               | 18 245    | 57,21  |
| 7     | Miramichi   | Cidade             | 17 537    | 179,47 |
| 8     | Edmundston  | Cidade             | 16 580    | 106,85 |
| 9     | Tracadie    | Município Regional | 16 114    | 516,61 |
| 10    | Bathurst    | Cidade             | 11 897    | 92,04  |

### Etnias e línguas
Etnias do Novo Brunswick em 2006.
De acordo com a Statistics Canada, os maiores grupos étnicos por autodeclaração em Novo Brunswick são: canadenses, 415 810 pessoas (57,7%), franceses, 193 470 (26,8%), ingleses, 165 235 (22,9%), irlandeses, 135 835 (18,8%), escoceses, 127 635 (17,7%), indígenas, 28 770 (4%), alemães, 27 490 (3,8%), acadianos, 26 220 (3,6%), holandeses, 13 355 (1,8%), galeses, 7 620 (1%), italianos, 5 610 (0,7%), americanos, 3 925 (0,5%) e dinamarqueses, 3 390 (0,4%).
Em comparação com outras províncias, Novo Brunswick tem uma divisão relativamente uniforme da população francófona e anglófona. Como comparação, as comunidades linguísticas minoritárias de Ontário e Quebec (Franco-Ontarianos e Quebecers de língua inglesa, respectivamente) representam menos de 10% das populações dessas províncias. Com ambas as comunidades oficiais tão fortemente representadas, Novo Brunswick é o lar de hospitais de língua francesa e inglesa e redes de saúde, sistemas escolares, universidades e mídia. A província também tem uma proporção relativamente alta de pessoas que afirmam poder falar ambas as línguas oficiais, com cerca de 246 000 pessoas, ou 33,2% da população que fala inglês e francês (embora os francófonos sejam dois terços daqueles que falam inglês e francês), e que são bilíngues.

### Religião
No censo de 2011, 84% dos residentes provinciais se declararam cristãos: 52% eram católicos romanos, 8% batistas, 8% da Igreja Unida do Canadá e 7% anglicanos. Cerca de 15% dos residentes não relataram ter religião.

## Economia

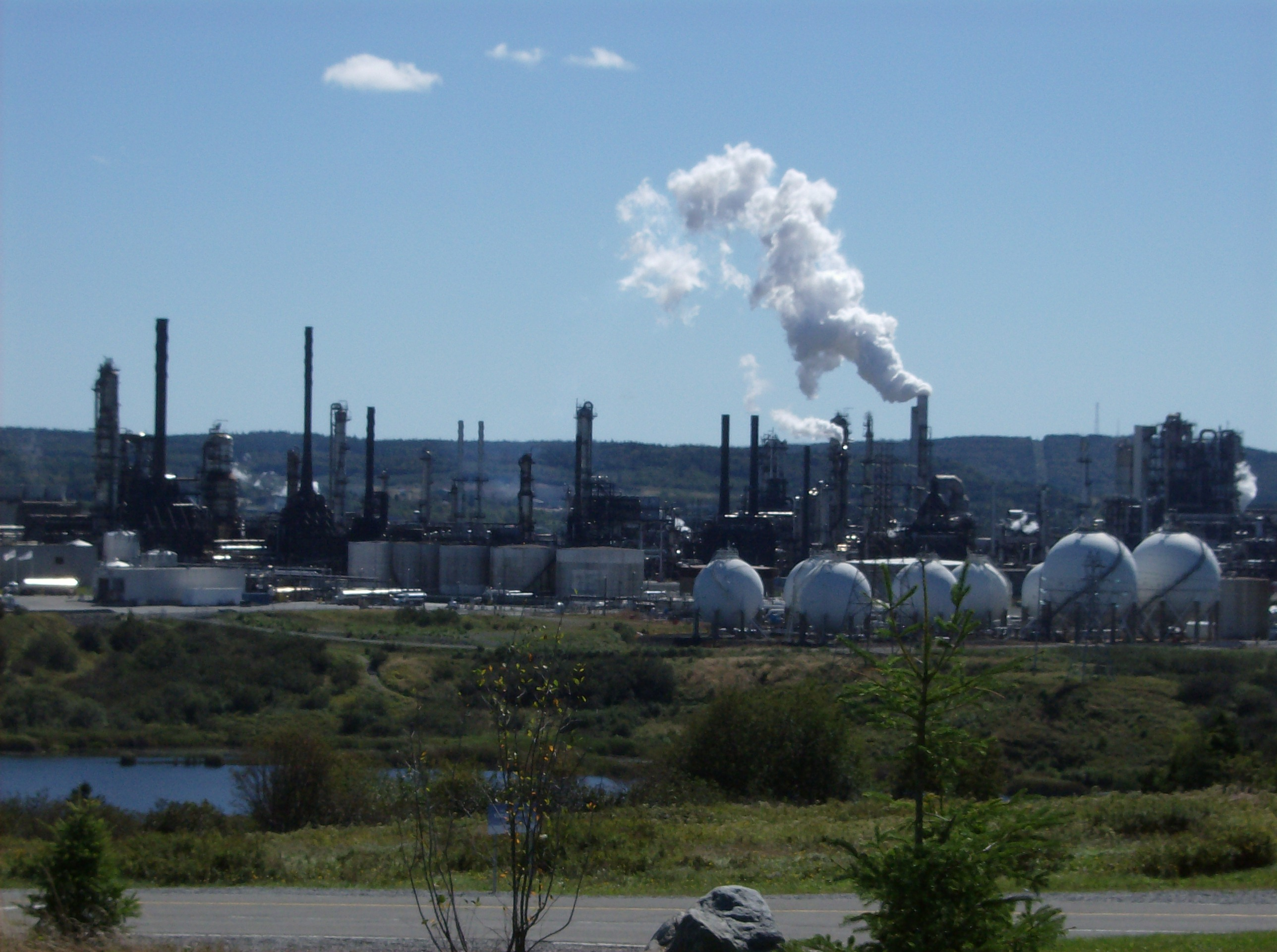
Uma refinaria operada pela Irving Oil. A empresa sediada em Novo Brunswick é uma das várias pertencentes à família Irving

Em outubro de 2017, o número de empregos ajustado sazonalmente é de 73 400 para o setor de produção de bens e 280 900 para o setor de produção de serviços. Aqueles nas indústrias de produção de bens são empregados principalmente na fabricação ou construção, enquanto aqueles em serviços, trabalham na assistência social, comércios e cuidados de saúde. Uma grande parte da economia é controlada pelo Irving Group of Companies, que consiste nas participações da família K. C. Irving. As empresas têm participações significativas na agricultura, silvicultura, processamento de alimentos, transporte de mercadorias (incluindo por ferrovias e caminhões), mídia, petróleo e construção naval. Os Estados Unidos são o maior mercado de exportação da província, representando 92% do comércio exterior avaliado em 2014 em quase $ 13 bilhões, com o petróleo refinado sendo 63% disso, seguido pelos produtos de frutos do mar, celulose, papel e produtos de serraria minerais metálicos (principalmente potassa). O valor das exportações, principalmente para os Estados Unidos, foi de $ 1,6 bilhão em 2016. Cerca de metade disso veio da exportação de lagosta. Outros produtos incluem salmão, caranguejo e arenque. Em 2015, os gastos com turismo não residente no Novo Brunswick foram de $ 441 milhões, o que proporcionou $ 87 milhões em receita tributária.

### Setor primário

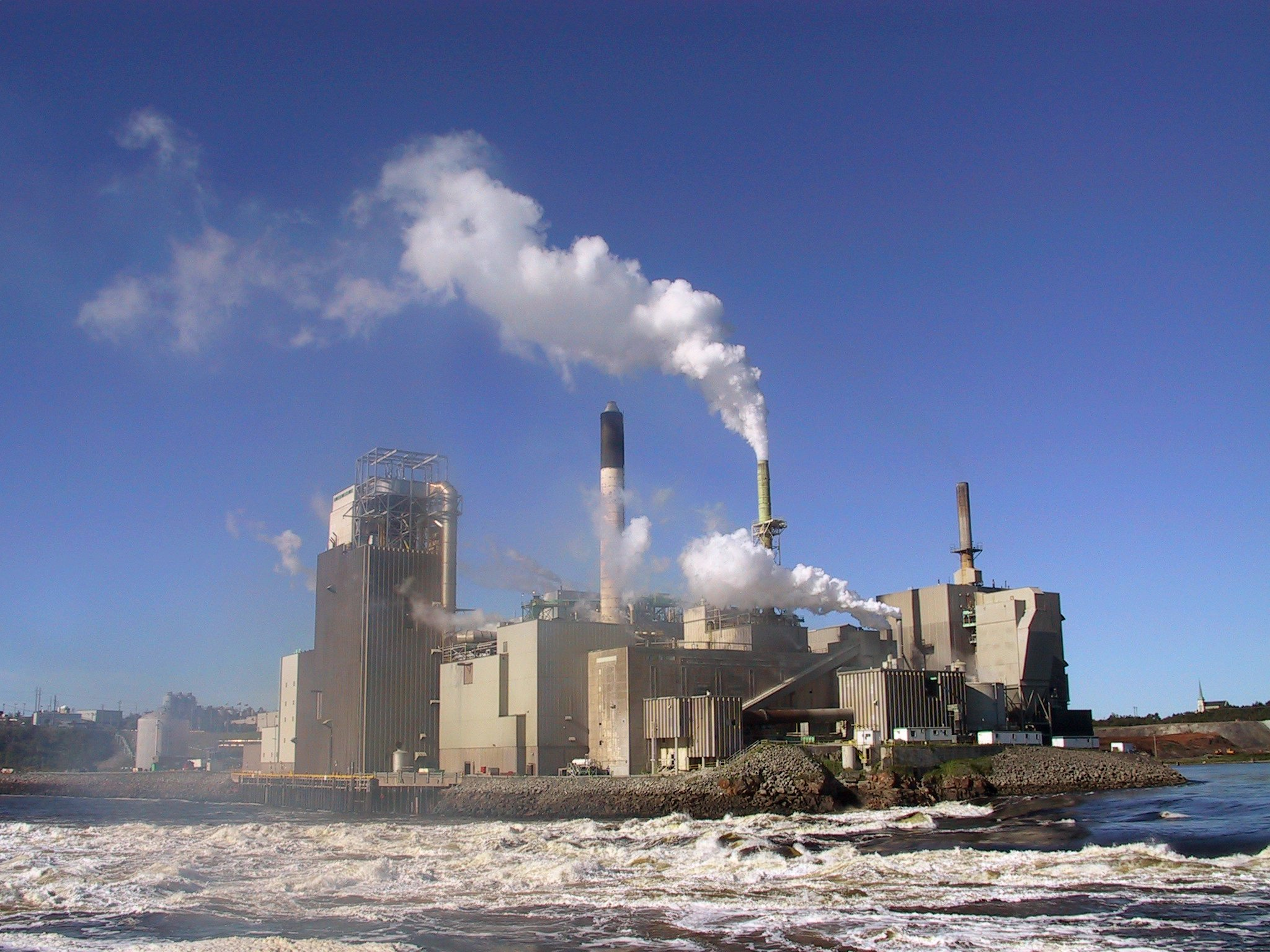
Fábrica de papel em Saint John.

Um grande número de moradores do Novo Brunswick são empregados no setor primário da indústria. Mais de 13 000 pessoas trabalham na agricultura, transportando produtos no valor de mais de $ 1 bilhão, metade dos quais provenientes de culturas, e metade de batatas, principalmente no vale do rio Saint John. A McCain Foods é uma das maiores fabricantes mundiais de produtos congelados de batata. Outros produtos incluem maçãs, cranberries e xarope de bordo. O Novo Brunswick foi em 2015 a maior produtora de mirtilos silvestres no Canadá. O valor do setor pecuário é de cerca de um quarto de bilhão de dólares canadenses, quase metade dos quais é oriundo laticínios. Outros setores incluem aves, pele, cabras, ovelhas e porcos.
Cerca de 83% do Novo Brunswick é florestada. Historicamente importante, representou mais de 80% das exportações em meados dos anos 1800. No final do século XIX, a indústria e a construção naval estavam em declínio devido a fatores econômicos externos. A década de 1920 viu o desenvolvimento de uma indústria de celulose e papel. Em meados da década de 1960, as práticas florestais mudaram das colheitas controladas de uma mercadoria para o cultivo das florestas. A indústria emprega cerca de 12 000, gerando receitas em torno de $ 437 milhões.
A mineração foi historicamente sem importância na província, mas desde a década de 1950 cresceu e em 2012 foi estimada em $ 1,1 bilhão. Minas do Novo Brunswick produzem chumbo, zinco, cobre e potássio.

## Educação

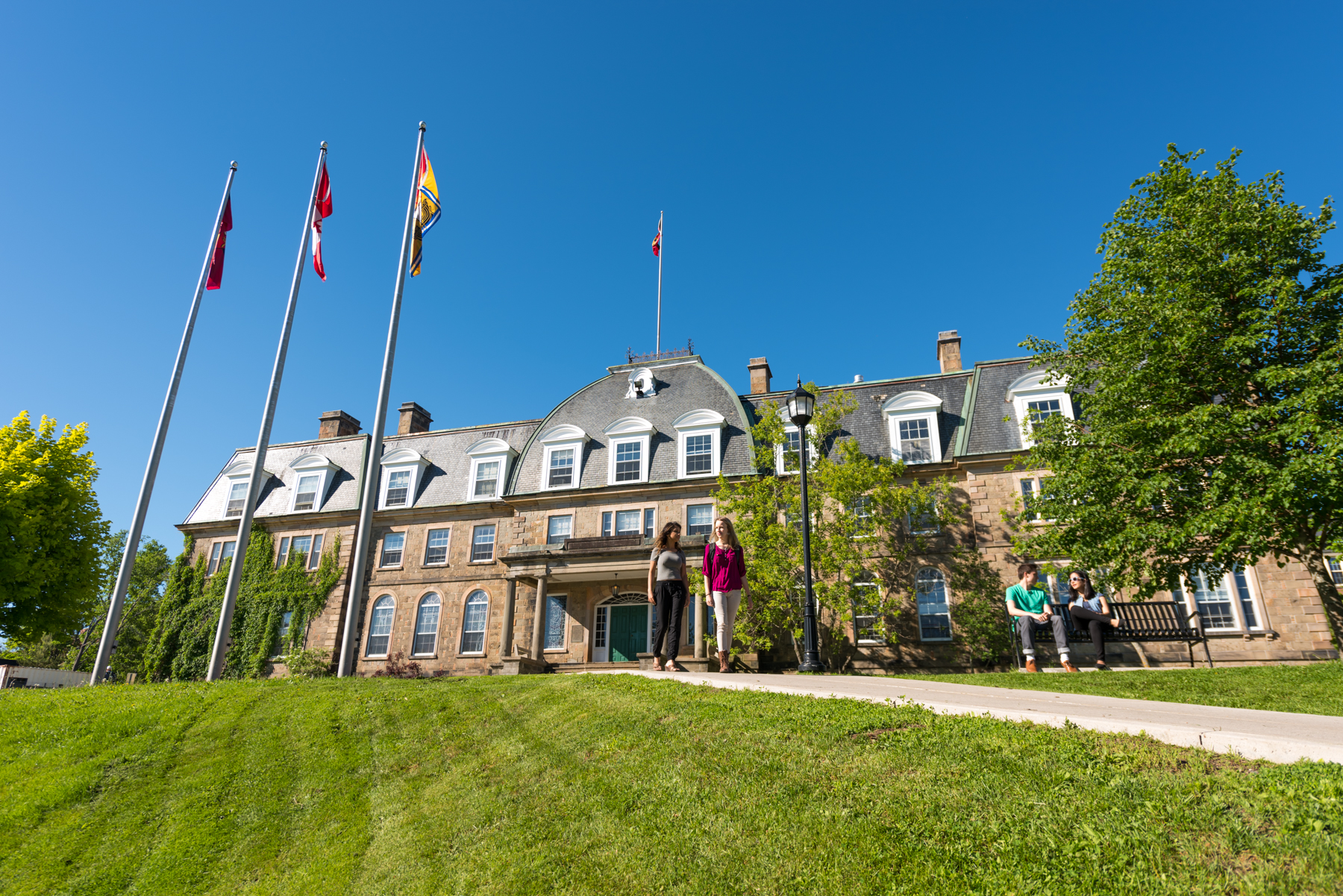
O Sir Howard Douglas Hall, da Universidade de Novo Brunswick, é o edifício universitário mais antigo ainda em uso no Canadá.

O ensino primário e secundário da educação pública na província é administrado pelo Departamento Provincial de Educação e Desenvolvimento da Primeira Infância. O Novo Brunswick tem um sistema paralelo de escolas públicas que oferecem educação de qualidade em inglês e francês.
A província também opera cinco instituições públicas pós-secundárias, incluindo uma faculdade e quatro universidades. Quatro universidades públicas operam campi no Novo Brunswick, incluindo a mais antiga universidade de língua inglesa do Canadá, a Universidade de Novo Brunswick. Outras universidades da província incluem a Universidade Mount Allison, a Universidade St. Thomas e a Universidade de Moncton. Todas as quatro universidades oferecem cursos de graduação e pós-graduação. Além disso, a Universidade de Moncton e a Universidade de Novo Brunswick também oferecem educação profissional. Programas de educação médica também foram estabelecidos na Universidade de Moncton e na UNBSJ em Saint John (afiliada à Universidade de Sherbrooke e à Universidade de Dalhousie, respectivamente).
As faculdades públicas da província são administradas como parte do sistema da New Brunswick Community College (NBCC). Além das instituições públicas, a província também abriga várias escolas vocacionais privadas, como a Moncton Flight College; e universidades, a maior delas é a Universidade Crandall.

## Política

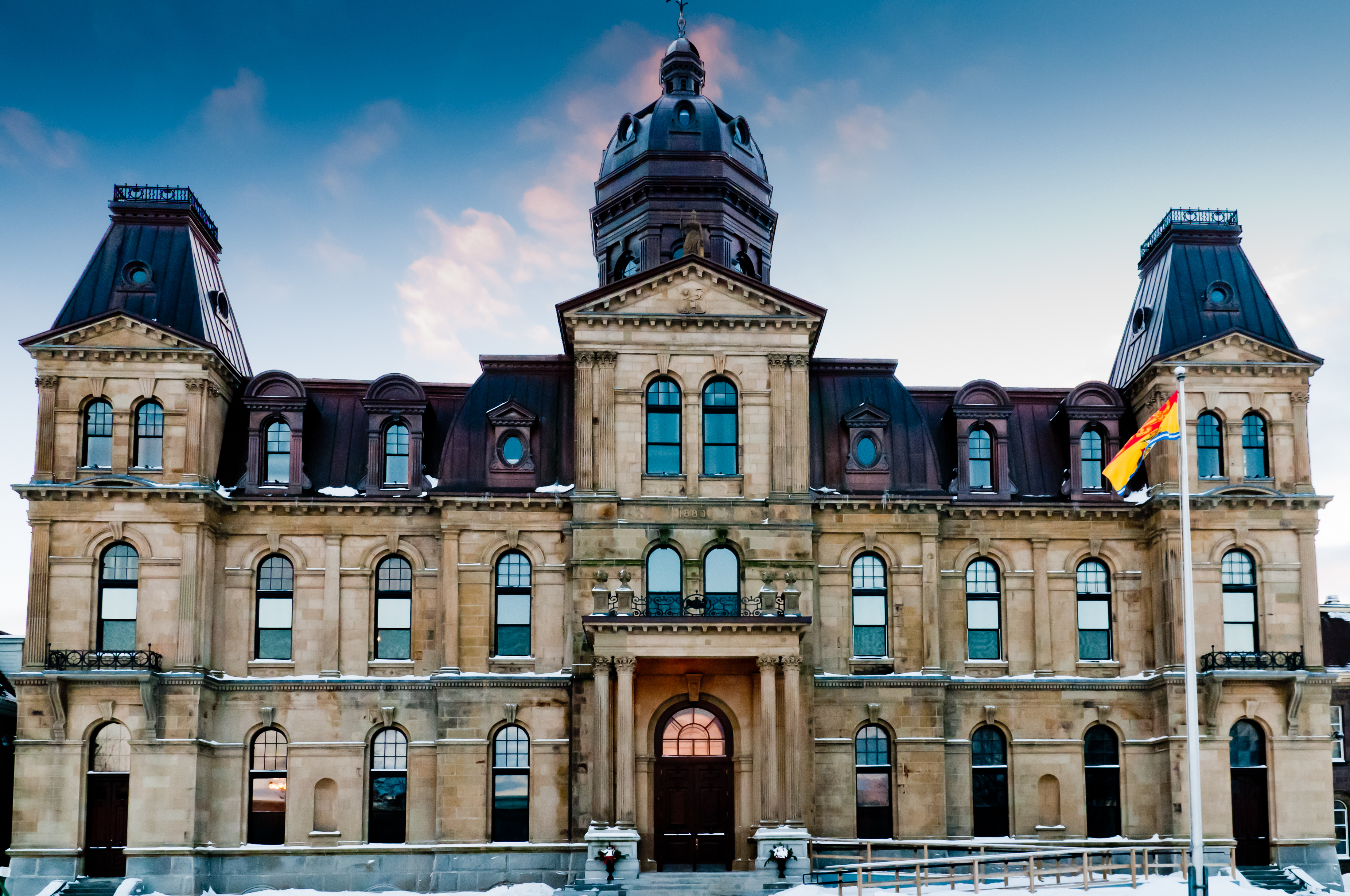
O Edifício Legislativo do Novo Brunswick serve como ponto de encontro para a Assembleia Legislativa provincial

Sob o federalismo canadense, o poder é dividido entre os governos federal e provincial. Entre as áreas sob jurisdição federal estão cidadania, relações exteriores, defesa nacional, pesca, direito penal, políticas indígenas e muitas outras. A jurisdição provincial abrange terras públicas, saúde, educação e governo local, entre outras coisas. A jurisdição é compartilhada para imigração, pensões, agricultura e bem-estar.
O sistema parlamentar de governo é modelado no sistema britânico de Westminster. Quarenta e nove representantes, quase sempre membros de partidos políticos, são eleitos para a Assembleia Legislativa do Novo Brunswick. O chefe de governo é o primeiro-ministro do Novo Brunswick, normalmente o líder do partido ou coalizão com o maior número de cadeiras na assembleia legislativa. A governança é administrada pelo conselho executivo (gabinete), com cerca de 32 ministérios. Os deveres cerimoniais da monarquia no Novo Brunswick são realizados principalmente pelo tenente-governador do Novo Brunswick.
Sob as emendas à Lei da Assembleia Legislativa da província em 2007, uma eleição provincial é realizada a cada quatro anos. Os dois maiores partidos políticos são a Associação Liberal de Novo Brunswick e o Partido Conservador Progressivo do Novo Brunswick. Desde a eleição de 2018, partidos menores são o Partido Verde de Novo Brunswick e a Aliança do Povo de Novo Brunswick.

### Poder judiciário
O Tribunal de Apelação do Novo Brunswick é o mais alto tribunal provincial. Ele atende a apelos de:
- A Corte da Bancada da Rainha do Novo Brunswick: tem jurisdição sobre o direito de família e os principais casos criminais e civis, e é dividida de acordo em duas divisões: Família e Julgamento. Também atende tribunais administrativos;[64]
- O Tribunal de Sucessões de Novo Brunswick: tem jurisdição sobre propriedades de pessoas falecidas;
- O Tribunal Provincial de Novo Brunswick: quase todos os casos envolvendo o código penal começam lá.

O sistema consiste em oito distritos judiciais, vagamente baseados nos condados. O presidente do Supremo Tribunal de Novo Brunswick serve no ápice dessa estrutura judicial.

### Finanças
Novo Brunswick tem a economia com pior desempenho de qualquer província canadense, com uma renda per capita de $ 28 000. Historicamente, o governo tem um grande déficit. Com cerca de metade da população sendo rural, é caro para o governo fornecer educação e serviços de saúde, que respondem por 60% dos gastos do governo. Trinta e seis por cento do orçamento provincial é coberto por transferências monetárias federais.
O governo frequentemente tenta criar empregos através de subsídios, que muitas vezes não conseguem gerar prosperidade econômica a longo prazo e resultam em inadimplência, como Bricklin, Atcon e o Call Center da Marriott em Fredericton.
De acordo com um estudo de 2014 do Instituto Atlântico para Estudos de Mercado, a grande dívida pública é um problema muito sério. As receitas do governo estão encolhendo por causa de um declínio nos pagamentos das transferências federais. Embora as despesas tenham diminuído (através da reforma das pensões do governo e da redução do número de funcionários públicos), elas aumentaram em relação ao PIB, necessitando de medidas adicionais para reduzir a dívida no futuro.
No ano fiscal de 2014–15, a dívida provincial atingiu $ 12,2 bilhões, ou 37,7% do PIB nominal, um aumento em relação aos $ 10,1 bilhões registrados em 2011–12. Prevê-se que o rácio da dívida em relação ao PIB atinja 41,9% em 2017-2018, em comparação com um rácio de 25% em 2007-2008.

## Infraestrutura

### Energia
A NB Power, de propriedade pública, opera 13 das usinas geradoras de energia do Novo Brunswick, com energia oriunda de óleo, combustível e diesel (1 697 MW), hidrelétrica (889 MW), nuclear (660 MW) e carvão (467 MW). Havia 30 locais ativos de produção de gás natural em 2012.

### Transportes
O Departamento de Transporte e Infraestrutura mantém as instalações do governo e a rede de rodovias e balsas da província. A Rodovia Trans-Canadá não está sob jurisdição federal, e atravessa a província de Edmundston seguindo o vale do rio Saint John, passando por Fredericton, Moncton, e até Nova Escócia e Ilha do Príncipe Eduardo.
O serviço Ocean da Via Rail, que liga Montreal a Halifax, é atualmente a mais antiga rota de passageiros operada continuamente na América do Norte, com paradas de oeste a leste em Campbellton, Charlo, Jacquet River, Bathurst, Miramichi, Rogersville, Moncton e Sackville. .
A Canadian National Railway opera serviços de frete ao longo da mesma rota, bem como uma subdivisão de Moncton para Saint John. A Rodovia do Sul de Novo Brunswick, uma divisão da J. D. Irving Limited, juntamente com sua empresa irmã Eastern Maine Railway, forma uma linha principal contínua de 305 quilômetros, conectando Saint John e Brownville Junction e o Maine.